# Slim Harpo
Slim Harpo, pseudonimo di James Isaac Moore (Baton Rouge, 11 gennaio 1924 – Crowley, 31 gennaio 1970), è stato un cantautore e armonicista statunitense.
Era conosciuto come un maestro dell'armonica blues; "Slim Harpo" infatti deriva da "harp", che nei circoli blues era il nome dell'armonica a bocca.

## Biografia

### Primi anni
Primogenito di una famiglia di orfani, tra la fine degli anni trenta e i primi anni quaranta lavorò come scaricatore di porto e come manovale. Negli anni dell'adolescenza cominciò a esibirsi nei locali, sotto lo pseudonimo Harmonica Slim, accompagnato dal cognato Lightnin' Slim alla chitarra.

### Carriera
Nel 1957 venne notato dal produttore discografico  Joseph Denton "Jay" Miller, che lanciò la sua carriera solista sotto lo pseudonimo Slim Harpo. Il suo debutto, il singolo I'm a King Bee/I Got Love If You Want It, fu un successo immediato. Miller gli fece firmare un contratto con Excello Records, sotto la quale pubblicò numerosi singoli di successo, tra cui anche Rainin' In My Heart (entrato nella Rock & Roll Hall of Fame) e Baby Scratch My Back (1ª posizione nella classifica Billboard). In queste registrazioni fu sempre accompagnato da famosi musicisti sotto contratto con Excello, tra cui Lazy Lester.

### Morte
Slim morì improvvisamente per arresto cardiaco il 31 gennaio 1970, venti giorni dopo il suo 46º compleanno. È sepolto nel cimitero di Mulatto Bend, a Port Allen.

## Influenze
Molte band britanniche, tra cui The Rolling Stones,  The Kinks, The Who, The Pretty Things, The Yardbirds, Pink Floyd e Them, agli inizi della loro attività includevano nel loro repertorio brani di Slim Harpo. Il riff della sua hit Shake Your Hips fu utilizzato dagli ZZ Top nel loro singolo La Grange, e i Rolling Stones pubblicarono una cover dello stesso brano nell'album Exile On Main Street.
Il suo stile coinvolse anche numerosi artisti americani: tra coloro che hanno inciso cover di Slim vi sono Gil Scott-Heron, Grateful Dead, Muddy Waters, The Doors e The Stone Foxes.

## Discografia

### Singoli
- 1957 - I'm a King Bee / I Got Love If You Want It (Excello 2113)
- 1958 - Wondering And Worryin' / Strange Love (Excello 2138)
- 1959 - You'll Be Sorry One Day / One More Day (Excello 2162)
- 1960 - Buzz Me Babe / Late Last Night (Excello 2171)
- 1960 - Blues Hangover / What A Dream (Excello 2184)
- 1961 - Rainin' in My Heart / Don't Start Cryin' Now (Excello 2194) - R&B n. 17, US pop n. 34
- 1963 - I Love The Life I'm Living / Buzzin' (Excello 2239)
- 1964 - I Need Money (Keep Your Alibis) / My Little Queen Bee (Got a Brand New King) (Excello 2246)
- 1964 - Still Rainin' In My Heart / We're Two Of A Kind (Excello 2253)
- 1964 - Sittin' Here Wondering / What's Goin' On Baby (Excello 2261)
- 1964 - Harpo's Blues / Please Don't Turn Me Down (Excello 2265)
- 1966 - Baby Scratch My Back / I'm Gonna Miss You (Like The Devil) (Excello 2273) - R&B n. 1, US pop n. 16
- 1966 - Shake Your Hips / Midnight Blues (Excello 2278)
- 1966 - I'm Your Bread Maker, Baby / Loving You (The Way I Do) (Excello 2282)
- 1967 - Tip On In (Part 1) / Tip On In (Part 2) (Excello 2285) - R&B n. 37
- 1967 - I'm Gonna Keep What I've Got / I've Got To Be With You Tonight (Excello 2289)
- 1968 - Te-Ni-Nee-Ni-Nu / Mailbox Blues (Excello 2294) - R&B n. 36
- 1968 - Mohair Sam / I Just Can't Leave You (Excello 2301)
- 1968 - That's Why I Love You / Just For You (Excello 2305)
- 1968 - Folsom Prison Blues / Mutual Friend (Excello 2306)
- 1968 - I've Got My Finger On Your Trigger / The Price Is Too High (Excello 2309)
- 1969 - Rainin' In My Heart (ristampa) / Jody Man (Excello 2316)

### Album
- 1960 - Tunes to Be Remembered (1 traccia; artisti vari - Excello LPS-8001)
- 1961 - Raining In My Heart (Excello LPS-8003) (CD: Hip-O/MCA 40135, 1998 - con 3 bonus track)
- 1963 - Authentic R&B (3 tracce; artisti vari - UK Stateside SL-10068)
- 1964 - The Real R&B (3 tracce; artisti vari - UK Stateside SL-10112)
- 1964 - A Long Drink of Blues (album compilation condiviso con Lightnin' Slim - UK Stateside SL-10135)
- 1966 - Baby Scratch My Back (Excello LPS-8005)
- 1968 - Tip On In (Excello LPS-8008)
- 1968 - Saturday Night Function: Rural Blues, Vol. 2 (2 tracce; artisti vari - Imperial LM-94001)
- 1969 - The Best of Slim Harpo (compilation - Excello LPS-8010)
- 1969 - The Real Blues (1 traccia; artisti vari - Excello LPS-8011)
- 1970 - Slim Harpo Knew the Blues (Excello LPS-8013)
- 1970 - He Knew the Blues (Blue Horizon S7-63854; Excello LPS-8013 con 2 tracce extra:Shake Your Hips e I'm Your Bread Maker Baby)
- 1971 - Trigger Finger (UK Blue Horizon 2431 013)
- 1972 - The Excello Story (3 tracce; artisti vari - Excello LPS-8025) 2LP
- 1976 - Slim Harpo... Knew the Blues (Vol. 2) (Excello/Nashboro 28030) 2LP
- 1978 - Slim Harpo... He Knew the Blues (Sonet SNTF-769) LP

### Compilation
- 1989 -  Scratch My Back: The Best of Slim Harpo (The Original King Bee) (Rhino 70169)
- 1989 -  I'm a King Bee (Flyright FLYCD-05)
- 1993 -  The Best of Slim Harpo (Ace Records CDCHM-410)
- 1994 -  I'm a King Bee (Ace Records CDCHD-510)
- 1995 -  Hip Shakin': The Excello Collection (Excello/AVI 2001) 2CD
- 1995 -  Shake Your Hips (Ace Records CDCHD-558)
- 1996 -  Tip On In (Ace Records CDCHD 606)
- 1996 -  The Scratch: Rare And Unissued, Volume 1 (Excello/AVI 3015)
- 1997 -  Sting It Then! (Ace Records CDCHD-658) - note: registrazione dal vivo del 1961.
- 1997 -  The Best of Slim Harpo (Hip-O/MCA 40072)
- 2003 -  The Excello Singles Anthology (Hip-O/UMe B0000583 02) 2CD
- 2011 -  Slim Harpo Rocks (Bear Family BCD-17129)[3]
- 2015 -  Buzzin' The Blues: The Complete Slim Harpo (Bear Family BCD-17339) 5-CD box set